# 梨木樹東
梨木樹東（英語：Lei Muk Shue East，代號K19）是香港荃灣區議會下轄的一個選區，1994年設立，原稱梨樹，1999年採用現名，2023年取消，末任區議員為荃灣區議會主席陳琬琛。

## 範圍
選區位於荃灣區東部和宜合道以西的上葵涌，包括梨木樹邨東部的榮樹樓、翠樹樓、樂樹樓、健樹樓、康樹樓、松樹樓、葵樹樓及竹樹樓，以及位於和宜合道以西（如古坑村、石圍角新村等）及國瑞路一帶（如關門口村、河背村等）的多個鄉村組成。選區因應人口分佈設有兩個投票站，分別設於梨木樹社區會堂以及河背村村公所

## 沿革
第一代的梨木樹邨於1970年代落成，共有14座樓宇，1980年則有第二代3座樓宇入伙，1982年區議會選舉與現時東北葵涌部分劃入葵涌北單議席選區，當屆選舉由何滿以六成得票勝出。
1985年區議會選舉，因應當時荃灣區人口達六十萬，佔上當時五百多萬全港人口超過十分一，故以德士古道、青山公路葵涌段、昌榮路、和宜合道、城門道劃出葵青區。而位於青山公路葵涌段以北、和宜合道以西的梨木樹邨及周邊的鄉村地帶劃為雙議席選區，命名為荃灣東（南）雙議席選區，當屆選舉由三名候選人競逐，結果第一席由陳琬琛以3,158票奪得，第二席由何滿以1,581票連任，而阮黎麗冰以1,174票落敗。
1988年區議會選舉荃灣東（南）選區維持雙議席，選舉維持三人對壘，陳琬琛以3,367票連任，而何滿以1,906票守住第二位，而阮黎麗冰則得到1,719票落選。
1991年區議會選舉，荃灣東（南）選區更名為梨木樹選區，由陳琬琛及何滿分別以3,598及2,205票雙雙勝出，報稱獨立的林超倫和荃灣坊眾會阮黎麗冰則分別得到1,805票和1,281票落敗。
1993年港督彭定康推行政改方案改革區議會，取消所有委任議席及雙議席選區制度，全面實行單議席單票制，並改由選區分界及選舉事務委員會制定，區議會選區數目亦隨人口變動而大幅增加，原有的雙議席梨木樹選區分拆成西面的梨木及東面的梨樹兩個選區，當中梨木更包括國瑞路一帶的原居民鄉村。
1994年區議會選舉，兩個當區區議員陳琬琛和何滿都選擇在梨樹選區競逐連任。最後陳琬琛以大比數擊敗這位多年來同區對手，結束何滿自1982年以來的議員生涯。另一個由梨木樹分出的新區梨木就交由他們的拍擋林超倫和許葆真競逐，由林超倫當選。
1999年區議會選舉梨樹改名為梨木樹東，此屆由無黨籍的陳琬琛及上次鄰區落敗的港進聯成員許葆真爭奪議席，最終陳琬琛以728票的差距勝過許葆真成功連任。
2003年區議會選舉陳琬琛繼續參選，受惠七一效應增加投票人數，陳以1,308票的大差距擊敗對手李鎮波，遂得以連任。至2004年陳加入民主黨，並列入2004年立法會選舉新界西李永達名單第二位。
2007年區議會選舉，陳琬琛與鄰區區議員黃家華轉投公民黨後再次參選，並以1,183票的差距勝出。
2011年區議會選舉，議席由民建聯成員、時任北區區議員劉國勳妻子呂迪明、公民黨成員的陳琬琛及無黨籍的周慧兒爭奪，結果陳琬琛成功分別以922票及2,684票的差距勝過呂迪明及周慧兒。
2015年區議會選舉，呂迪明繼續參選，但仍以1,396票的差距敗於陳琬琛。 翌年立法會選舉陳獲黨內推薦出選區議會（第二）功能界別議席，不過最後因為民主派要保持原有三席的超區議席而顧全大局宣怖棄選。
2019年區議會選舉，民建聯改派林顯輝參選，結果陳琬琛以大比數擊敗林，此差距更是歷屆中最高，並以5,214票成為當屆荃灣區議會選舉中的「票王」。2020年因應民主派於區議會佔過半數而被推選成為荃灣區議會主席。2021年6月20日，陳琬琛宣佈退出公民黨，陳琬琛表示今後會繼續以荃灣區議會主席身份為居民服務。

## 歷屆議員
| 選區名稱     | 屆別           | 議員               | 政治聯繫                          | 政治聯繫                          | 議員                              | 政治聯繫        | 政治聯繫        |
| ------------ | -------------- | ------------------ | --------------------------------- | --------------------------------- | --------------------------------- | --------------- | --------------- |
| 葵涌北       | 1982年－1985年 | 當時定為單議席選區 | 當時定為單議席選區                | 當時定為單議席選區                | 何滿                              |                 | 無黨籍          |
| 荃灣東（南） | 1985年－1988年 | 陳琬琛             |                                   | 無黨籍                            | 何滿                              |                 | 無黨籍          |
| 荃灣東（南） | 1988年－1991年 | 陳琬琛             |                                   | 無黨籍                            | 何滿                              |                 | 無黨籍          |
| 梨木樹       | 1991年－1994年 | 陳琬琛             |                                   | 無黨籍                            | 何滿                              |                 | 無黨籍          |
| 梨樹         | 1994年－1999年 | 陳琬琛             | 分拆出梨木選區後， 改為單議席選區 | 分拆出梨木選區後， 改為單議席選區 | 分拆出梨木選區後， 改為單議席選區 |                 |                 |
| 梨木樹東     | 2000年－2003年 | 陳琬琛             | 分拆出梨木選區後， 改為單議席選區 | 分拆出梨木選區後， 改為單議席選區 | 分拆出梨木選區後， 改為單議席選區 |                 |                 |
| 梨木樹東     | 2004年－2007年 | 陳琬琛             | 分拆出梨木選區後， 改為單議席選區 | 分拆出梨木選區後， 改為單議席選區 | 分拆出梨木選區後， 改為單議席選區 |                 | 民主黨 → 公民黨 |
| 梨木樹東     | 2008年－2011年 | 陳琬琛             | 分拆出梨木選區後， 改為單議席選區 | 分拆出梨木選區後， 改為單議席選區 | 分拆出梨木選區後， 改為單議席選區 |                 | 公民黨          |
| 梨木樹東     | 2012年－2015年 | 陳琬琛             | 分拆出梨木選區後， 改為單議席選區 | 分拆出梨木選區後， 改為單議席選區 | 分拆出梨木選區後， 改為單議席選區 |                 | 公民黨          |
| 梨木樹東     | 2016年－2019年 | 陳琬琛             | 分拆出梨木選區後， 改為單議席選區 | 分拆出梨木選區後， 改為單議席選區 | 分拆出梨木選區後， 改為單議席選區 |                 | 公民黨          |
| 梨木樹東     | 2020年－2023年 | 陳琬琛             | 分拆出梨木選區後， 改為單議席選區 | 分拆出梨木選區後， 改為單議席選區 | 分拆出梨木選區後， 改為單議席選區 | 公民黨 → 無黨籍 |                 |

## 歷屆選舉結果
| 政党   | 政党             | 候选人    | 票数  | %     | ±     |
| ------ | ---------------- | --------- | ----- | ----- | ----- |
|        | 民建聯（工聯會） | ①. 林顯輝 | 2,441 | 31.89 | ▼3.99 |
|        | 公民黨           | ②. 陳琬琛 | 5,214 | 68.11 | ▲4.32 |
| 多数票 | 多数票           | 多数票    | 2,773 | 36.22 | ▲7.98 |

| 政党   | 政党   | 候选人    | 票数  | %     | ±     |
| ------ | ------ | --------- | ----- | ----- | ----- |
|        | 公民黨 | ①. 陳琬琛 | 3,169 | 64.12 | ▲5.09 |
|        | 民建聯 | ②. 呂廸明 | 1,773 | 35.88 | ▼3.44 |
| 多数票 | 多数票 | 多数票    | 1,396 | 28.24 | ▲9.53 |

| 政党   | 政党   | 候选人    | 票数  | %     | ±      |
| ------ | ------ | --------- | ----- | ----- | ------ |
|        | 民建聯 | ①. 呂廸明 | 1,839 | 39.32 | 不適用 |
|        | 公民黨 | ②. 陳琬琛 | 2,761 | 59.03 | ▼12.06 |
|        | 獨立   | ③. 周慧兒 | 77    | 1.65  | 不適用 |
| 多数票 | 多数票 | 多数票    | 922   | 19.71 | ▼22.47 |

| 政党   | 政党   | 候选人    | 票数  | %     | ±      |
| ------ | ------ | --------- | ----- | ----- | ------ |
|        | 公民黨 | ①. 陳琬琛 | 1,994 | 71.09 | ▼4.23  |
|        | 獨立   | ②. 劉錦榮 | 811   | 28.91 | 不適用 |
| 多数票 | 多数票 | 多数票    | 1,183 | 42.18 | 不適用 |

| 政党   | 政党         | 候选人    | 票数  | %     | ±      |
| ------ | ------------ | --------- | ----- | ----- | ------ |
|        | 獨立         | ①. 陳琬琛 | 1,945 | 75.33 | ▼4.23  |
|        | 新界社團聯會 | ②. 李鏡波 | 637   | 24.67 | 不適用 |
| 多数票 | 多数票       | 多数票    | 1,308 | 50.66 | 不適用 |

| 政党   | 政党   | 候选人    | 票数  | %     | ±      |
| ------ | ------ | --------- | ----- | ----- | ------ |
|        | 獨立   | ①. 陳琬琛 | 1,404 | 67.50 | ▼4.23  |
|        | 港進聯 | ②. 許葆真 | 676   | 32.50 | 不適用 |
| 多数票 | 多数票 | 多数票    | 728   | 35.00 | 不適用 |

| 政党   | 政党                      | 候选人 | 票数  | %     | ±      |
| ------ | ------------------------- | ------ | ----- | ----- | ------ |
|        | 獨立                      | 陳琬琛 | 1,970 | 76.12 | N/A    |
|        | 建制派/全民(社會服務)聯線 | 何滿   | 618   | 23.88 | 不適用 |
| 多数票 | 多数票                    | 多数票 | 1,352 | 52.24 | 不適用 |

| 政党   | 政党                    | 候选人   | 票数  | %     | ±      |
| ------ | ----------------------- | -------- | ----- | ----- | ------ |
|        | 獨立                    | 陳琬琛   | 3,598 | 40.48 | N/A    |
|        | 獨立                    | 何滿     | 2,205 | 24.81 | N/A    |
|        | 獨立                    | 林超倫   | 1,805 | 20.31 | 不適用 |
|        | 新界社團聯會/荃灣坊眾會 | 阮黎麗冰 | 1,281 | 14.41 | 不適用 |
| 多数票 | 多数票                  | 多数票   | 400   | 4.50  | 不適用 |

| 政党   | 政党                    | 候选人   | 票数  | %     | ±      |
| ------ | ----------------------- | -------- | ----- | ----- | ------ |
|        | 獨立                    | 陳琬琛   | 3,367 | 48.16 | N/A    |
|        | 獨立                    | 何滿     | 1,906 | 27.26 | N/A    |
|        | 新界社團聯會/荃灣坊眾會 | 阮黎麗冰 | 1,719 | 24.59 | 不適用 |
| 多数票 | 多数票                  | 多数票   | 187   | 2.67  | 不適用 |

| 政党   | 政党                    | 候选人   | 票数  | %     | ±      |
| ------ | ----------------------- | -------- | ----- | ----- | ------ |
|        | 獨立                    | 陳琬琛   | 3,158 | 53.41 | N/A    |
|        | 獨立                    | 何滿     | 1,581 | 26.74 | N/A    |
|        | 新界社團聯會/荃灣坊眾會 | 阮黎麗冰 | 1,174 | 19.85 | 不適用 |
| 多数票 | 多数票                  | 多数票   | 407   | 6.88  | 不適用 |

| 政党   | 政党   | 候选人 | 票数  | %     | ±      |
| ------ | ------ | ------ | ----- | ----- | ------ |
|        | 獨立   | 何滿   | 1,893 | 58.83 | N/A    |
|        | 獨立   | 吳劍雲 | 901   | 28.00 | N/A    |
|        | 獨立   | 吳平山 | 402   | 12.49 | 不適用 |
| 多数票 | 多数票 | 多数票 | 992   | 30.83 | 不適用 |

## 資料來源
1. 1 2 3   (PDF).   [2019-12-30]. （原始内容存档 (PDF)于2019-12-30）.
2. ↑   (PDF). 2019年香港區議會選舉.   [2019-12-14]. （原始内容存档 (PDF)于2019-12-04）.
3. ↑  . 2019年香港區議會選舉.   [2019-12-14]. （原始内容存档于2019-12-04）.
4. 1 2 3  . 2015年11月23日  [2017年8月23日]. （原始内容存档于2019年11月11日） （中文（繁體））.
5. 1 2 3 4  . 2015年11月6日  [2017年8月23日]. （原始内容存档于2018年6月13日） （中文（繁體））.
6. ↑   (PDF).   [2017-08-23]. （原始内容存档 (PDF)于2016-08-19） （中文（繁體））.
7. ↑   (PDF).   [2017-08-23]. （原始内容存档 (PDF)于2016-08-19） （中文（繁體））.
8. ↑   (PDF).   [2017-08-23]. （原始内容存档 (PDF)于2016-08-20） （中文（繁體））.
9. ↑  . 2011年11月7日  [2017年8月23日]. （原始内容存档于2018年6月13日） （中文（繁體））.
10. ↑  . 立場新聞. 2021-06-20  [2021-12-20]. （原始内容存档于2021-09-28）.